# Giuseppe Agellio
Giuseppe Agellio, o Agelio (Sorrento, 1570 – 1650), è stato un pittore italiano.

## Biografia
Fu allievo di Cristoforo Roncalli, del quale (come del Casolani) fu spesso collaboratore. Lavorò a Roma nella chiesa di San Silvestro al Quirinale, dove dipinse alcune figure nella volta del coro, e nella chiesa di Santa Maria delle Grazie al Trionfale. È comunque considerato pittore mediocre.